# 矢倉3七銀
| 9  | 8  | 7  | 6  | 5  | 4  | 3  | 2  | 1  |    |
| 香 | 桂 |    |    |    | 王 | 角 | 桂 | 香 | 一 |
|    | 飛 |    | 銀 | 金 |    | 金 |    |    | 二 |
| 歩 |    |    | 歩 |    |    | 銀 | 歩 | 歩 | 三 |
|    | 歩 | 歩 |    | 歩 | 歩 | 歩 |    |    | 四 |
|    |    |    |    |    |    |    |    |    | 五 |
|    |    | 歩 | 歩 | 歩 |    | 歩 |    |    | 六 |
| 歩 | 歩 | 銀 | 金 |    | 歩 | 銀 | 歩 | 歩 | 七 |
|    |    | 金 |    |    |    |    | 飛 |    | 八 |
| 香 | 桂 | 角 | 玉 |    |    |    | 桂 | 香 | 九 |

矢倉3七銀（やぐらさんななぎん）は将棋の戦法の1つ。相矢倉の24手組か25手目に▲3七銀と指すもの。
相矢倉における主流戦法であり、森下システム、急戦矢倉、早囲いとともに、現代の相矢倉の序盤戦術の根幹である。容易に主導権を握り続けられるのが主な特徴。森下卓によれば、昭和40年代に灘蓮照が編み出した「灘流矢倉」を源流とするという。（森下『初段に勝つ矢倉戦法』創元社、2003年など）
渡辺明はこの戦型では先手と対策側の後手を持っても滅法強く、通算20局ほど指して勝率８割を誇った。

## 概要
後手としては25手目▲3七銀に対し△6四角とするが、この手を怠ると先手から▲3五歩△同歩▲同角とされ、▲4六角・3六銀型の理想的な攻撃陣を先手に許すことになる。その場合には先手は図2-1のように構えて3筋で手に入れた歩を活かして▲1四歩△同歩▲2四歩と仕掛ける。△2四同銀なら▲2五銀のぶつけから△同銀は▲同桂から▲3三歩で、△同銀に代えて△3五銀では▲同角△同歩に▲3四銀。△2四同歩には▲2五歩の継ぎ歩から△同歩ならば▲同桂～▲3三歩など、いずれも仕掛けが成立する。1筋を絡めれば攻めが厚くなるのは当たり前であるが、1筋を絡めなくても仕掛けは十分に成立する他、端歩を突くのを省略して▲2四歩から仕掛けるのも有力である。この他に角を2六に構えて（つまり3手角、図2-2）▲4八飛-4六歩-3六銀-3七桂の構えから、▲2四歩△同歩▲2五歩△同歩▲同桂△2四銀▲4五歩や、▲4五歩△同歩▲4四歩△同銀▲4五銀△同銀▲4四歩△3三金寄▲4五桂などの仕掛けも相当である。
後手は先手の▲3七銀に、他にも△2四銀として3筋交換を防いでいたが、この場合先手は以下は玉を8八に入城させてから▲2六歩～▲3八飛～▲4六銀～▲3七桂と構えて▲3五歩の攻撃を仕掛ける。
後手はこの他には▲3七銀に△5三銀とし、▲3五歩△同歩▲同角には△4五歩を用意して△4四銀右から反撃する指し方もよく見られたが、これも後手が△4二角～△5一角～△8四角の四手角に組む間に先手が上記の攻撃態勢を構えて▲2五桂から▲3五歩の仕掛けが決まることが多かった。
△6四角以後先手の作戦は、脇システム、▲3七銀-▲3五歩交換、飛車先不突矢倉型雀刺し（▲2六銀-3七桂型）、棒銀、▲4六銀-2五歩-3五歩、加藤流、4六銀・3七桂型などが考えられる。
ここでは加藤流、4六銀・3七桂型を中心に解説する。

### 加藤流
| 9  | 8  | 7  | 6  | 5  | 4  | 3  | 2  | 1  |    |
| 香 | 桂 |    |    |    |    |    | 桂 | 香 | 一 |
|    | 飛 |    | 銀 |    |    | 金 | 王 |    | 二 |
| 歩 |    |    | 歩 |    | 金 | 銀 | 歩 | 歩 | 三 |
|    | 歩 | 歩 | 角 | 歩 | 歩 | 歩 |    |    | 四 |
|    |    |    |    |    |    |    |    |    | 五 |
|    |    | 歩 | 歩 | 歩 |    | 歩 | 歩 | 歩 | 六 |
| 歩 | 歩 | 銀 | 金 |    | 歩 | 銀 |    |    | 七 |
|    | 玉 | 金 | 角 |    |    |    | 飛 |    | 八 |
| 香 | 桂 |    |    |    |    |    | 桂 | 香 | 九 |

1990年代前半、勝率7割とも言われた森下システム全盛時にも独特のこだわりをもつ加藤一二三によって指され続けた息の長い作戦であり、▲4六銀 - ▲3七桂型にするには森下システム全盛時では▲3八飛～▲4八銀～▲5七銀～▲4六銀～▲3七桂としていたが、加藤流は頑なに▲3七銀～▲2六歩～▲4六銀としていた。加藤は1980年の十段戦では先手番で相矢倉の際にはすべてこの戦法を使用してタイトル戦を制した。
矢倉を得意とする棋士に愛用されている。当初は▲2六歩を早くから突く矢倉24手組からの移行であったが、その後は（頑なに飛車先不突矢倉を拒んでいた加藤一二三九段も）飛車先不突矢倉から組むことが多くなっていった。
▲2六歩 - ▲1六歩を決めた後に、相手が1筋を受けるか否かで対応を変える柔軟性が特長の戦型である。まず端を受けた場合、棒銀の形から▲1七香 - ▲1八飛の形にして攻め倒す。現在はこれで先手有利が確立している。
端を受けなかった場合、端を突き越してから▲3八飛と寄り、▲4六銀と出る機会を狙う。▲3八飛と寄るのは、△6四角のけん制に対して飛車を角筋から外すためである。
後手にもある程度の選択肢があり、当初の四手角陣での構えから、△7三銀から△7五歩▲同歩△同角や△8四銀から棒銀速攻に出る、△5三銀と守りを固め中央からの反撃を窺う、△5三角-6三銀型に組むなど手段は多い。それぞれの手順について定跡が確立している。例えば△7三銀からの速攻には飛車を2八から5八に振って▲4六銀から▲5五歩の中央突破を見せる指し方が多かった。このとき後手が攻撃に供えて△5二飛と防御すれば▲3八飛とし、後手も8筋に戻れば単に3筋に動くよりも手得となっている。
また先手も▲3八飛と寄るだけではなく、場合によっては棒銀の形から▲3七桂 - ▲2七飛 - ▲1八香と組む場合もある。

### 4六銀・3七桂型
飛車先不付きの状態から加藤流同様▲4六銀 - ▲3七桂として、▲2五桂からの仕掛けを狙う。かつて『将棋世界』1990年1月号で「提言シリーズ　第1回　求む！名付け親」という企画で名前を募集していたが、結局特別な戦法名が名付けられていない。

| 9  | 8  | 7  | 6  | 5  | 4  | 3  | 2  | 1  |    |
| 香 | 桂 |    |    |    |    |    | 桂 | 香 | 一 |
|    | 飛 |    |    |    |    | 金 | 王 |    | 二 |
|    |    |    | 歩 | 銀 | 金 | 銀 | 歩 | 歩 | 三 |
| 歩 | 歩 | 歩 | 角 | 歩 | 歩 | 歩 |    |    | 四 |
|    |    |    |    |    |    |    |    |    | 五 |
|    |    | 歩 | 歩 | 歩 | 銀 | 歩 |    |    | 六 |
| 歩 | 歩 | 銀 | 金 |    | 歩 | 桂 | 歩 | 歩 | 七 |
|    | 玉 | 金 | 角 |    |    |    | 飛 |    | 八 |
| 香 | 桂 |    |    |    |    |    |    | 香 | 九 |

当初後手はこれに対して素直に組ませて▲2五桂からの仕掛けをまともに食らっていた。もとは図4から後手は4手角型に組み、先手は1筋を突き越してから▲3八飛-2六歩として▲3五歩△同歩▲2五桂あるいは▲2五桂△2四銀▲3五歩として攻める。先手は3筋の歩が切れてから▲3三歩△同桂▲1四歩など3筋と1筋をからめて指し、先手の攻めはほぼ切れない。
後手の対策としては、例えば先に△2四銀と出ておいて、▲2五桂ならばそこで△4五歩と反発をしていた。
また▲3五歩△同歩▲2五桂には4手角の布陣を生かして△3六歩▲同飛△6五歩▲同歩△4八角成としていたが、▲3七銀△4七馬▲3三歩以下一方的に攻められるので、後手も1筋は△1四歩と受けておいて以降の端攻めを緩和しておいて▲3五歩に△同銀として、以下▲同銀△同歩▲2五桂に△3六銀という手段で対応していた。
他に布陣も対加藤流同様△6三銀-5三角型などを趣向して▲2五桂△2四銀▲3五歩の瞬間に△4五歩と反発し、▲同銀なら△3五歩や3五銀で先手の攻め足を抑えたり、守勢に回るのではなく、△7三銀から△7五歩▲同歩△同角と動いたり棒銀に行くなどの手段をとっていた。
ただし、先手からは今度は▲5八飛から▲5五歩の中央突破などもあり、次第に△6四角-5三銀型を趣向するようになる。
こうして図4のような布陣が多くみられ、先手は▲3八飛△2四銀▲1六歩△1四歩▲6五歩△7三角▲1八香△9五歩▲2六歩△8五歩に、2003年王座戦最終局、後手羽生善治対先手渡辺明戦では▲1五歩△同歩▲6四歩△同歩▲3五角△3四歩▲6八角△6五歩以下、▲1三歩△1四銀▲1二銀△同香▲同歩成△同玉▲1七香打△2二玉▲1五香△2五銀▲同歩△8六歩▲同歩△6六桂▲同銀△同歩▲同金△8五歩▲1二香成と、端攻めがかなり有効な手段となった。
その後▲4六銀の瞬間に△4五歩と突いて▲3七銀と追い返す手が多く見られた。ただしそれでもこの歩を伸びすぎとして▲4六歩と反発されて争点になるので、一度はほぼ消滅した。図4の手前▲3七桂と△9五歩の交換がない状態で▲4五銀に△4五歩▲3七銀△7三角は▲4六歩△同歩▲同角△同角▲同銀△4七角▲3七銀で△6九角は、以下▲6八金引△5九馬に▲6七角として馬を仕留める。以下は△6四銀▲4八銀△6八馬▲同金△7三桂▲5七銀と進むと先手ペースとなることになる。
さらにその後、後手の対策は▲4六銀 - ▲3七桂 - ▲3八飛の理想形に組ませる間に△6四角 - △5三銀 - △7三角から△8五歩と突いて先手の攻めを待って反撃するものになり、場合によっては△4二銀右と引いてさらに固める。つまり後手は理想形に作られても、2五桂をはねさせても、△7三角型で△4五歩と反発する対策を編み出す。以下▲同銀△1九角成▲4六角△同馬▲同歩に△5九角で、△2六角成をみせて先手の攻め駒をとってしまって抑える指し方で、▲3七角には△同角成▲同飛に今度は△1九角があり、▲3八飛△4六角成で勝率も後手番が高くなっていた。
先手はこうしていきなり仕掛けると反撃が厳しくなり、ここから先手は今度は矢倉穴熊に組み替えてから仕掛けることを志向した。そこで後手が穴熊を嫌い、今度は△8五歩でなく△9五歩とし、△8五桂を用意して端に殺到する構想の森内流もあり、これに対し先手がなおも穴熊を目指すと敗勢に陥るという結論が出ていた。

#### 宮田新手と91手定跡
△7三角待機型にはすぐに仕掛けるのも穴熊にするのも面白くないことが分かり、手待ちをするなど先手は苦戦していたが、2002年に△2四銀-8五歩-7三角型には▲2五桂に変えて▲6五歩と突く宮田新手が現れて、態勢を立て直した。△7三角とされた後でも▲6五歩と突き、後手の理想形からわざと一手指させてそれを崩すのが目的で、他にも▲6四歩の突き捨てや▲6六角と据えるなどの手も見ている。▲6五歩にはすぐ△6四歩の反発が気になるが、8五まで歩が伸びていないので成立しない。このため▲6五歩で△8五歩としても、以下▲2五桂△4五歩▲同銀△1九角成▲4六角△同馬▲同歩△5九角の際に▲6六角が生じており、このとき後手が歩切れなので△4四歩と打てなくなっており、△3三桂は▲3五歩、△1二玉は▲1五歩からの攻めが効く。
このため、△4五歩からの反発を回避して、△4二銀とすると今度は▲3五歩△同銀▲同銀△同歩から▲1五歩の攻めが生じることになる。▲1五歩△同歩に▲6四歩が宮田新手のもう一つの狙いで、▲同角で角を近づけておくと、▲3五飛と飛車を走って▲6五飛と展開する手が生まれる。次に▲1五香△同香▲6四飛△同歩▲1三角打△1二玉に▲4一銀がある。このため後手は▲3五飛に△2四銀と打ち、▲6五飛△7三桂▲6六飛に△9六歩▲同歩△9七歩で、▲9七同香なら△同角成から△6四香で飛車を殺す狙いを見せるが、先手が▲1二歩と叩く手が生じ、△同香▲7五歩△8六歩▲7四歩△8五桂▲7三歩成が一つの手順。こうして今度は△8五歩が見直され、その際の先手▲9八香の対策にはその瞬間か▲9九玉とさせて△6四角と手損に出るという手段を生む。
一方で、▲3五歩△同銀▲同銀△同歩から▲1五歩のときに後手から△3七銀と打って抑えこむ指し方も生じた。以下▲3九飛に△1五歩と戻して▲6四歩に△同角という手段で後手が連戦連勝となった。
この後羽生善治が渡辺明相手に第60回NHK杯戦準決勝で△1五歩に▲6四歩 △同 角 ▲1五香とし、以下△同 香 ▲6五銀 △2六銀成 ▲6四銀 △同 歩▲3五飛 △2四銀に、▲1三桂成 △同 桂 ▲1四歩として快勝する。 第61回NHK杯決勝でも同じカードで先手の羽生が▲1四歩以下は△3五銀に▲同角で以下△1二歩にすぐ▲1三歩成とし、以下△同 歩 ▲7一角 △2五成銀に、▲4四角上 △同 金 ▲同角成 の順でまた勝利した。このとき▲同角成で後手の△3三銀に先手は馬を逃げていたが、2012年の第71期A級順位戦、屋敷伸之対渡辺明戦で先手が逃げずに▲3四桂とし、以下△1二玉 ▲3三馬 △同 金 ▲2二金 △同 飛 ▲同桂成 △同 玉▲8二飛 △3二歩 ▲8一飛成となった。ここまで初手▲7六歩から、図4と宮田新手▲6五歩を経由して91手に及び、91手組と呼ばれる長大な定跡が誕生するまでになる。

#### △4五歩の復活
この△7三角型から△8五歩と△9五歩が長年の主な対策として用いられてきたが、2013年頃から塚田泰明により前述した△4五歩の研究が始まり、菅井竜也が披露した△5五歩、さらに渡辺明が指した△9四歩と展開する手が発見され、△4五歩が優秀ではないかと見直されてきた。確かに先手に反発される争点ができるのであるが、先手が攻めきるのも難しいという認識が生まれていく。
こうして近年は4六銀・3七桂型そのものを先手が先手の得をいかしきれないとみなして避ける傾向にある。2015年度の名人戦・棋聖戦では5局が矢倉戦となったが、いずれも先手は4六銀・3七桂型を選択せず、その後しばらくは藤井矢倉が選択される傾向が強まっていく。
そして2015年度以降から、矢倉は後手の対策が急戦矢倉へと移行していく。その際には先手も矢倉を趣向するために早めに▲2五歩を決める指し方が増え、このため戦型としても4六銀・3七桂～2五桂の形が生じることが少なくなった。